# تکالی
تکالی (به لاتین: Tekali) یک روستا در گرجستان است که در شهرداری مارنئولی واقع شده‌است. تکالی ۱٬۶۸۲ نفر جمعیت دارد و ۳۱۰ متر بالاتر از سطح دریا واقع شده‌است.